# Meryta sonchifolia
Meryta sonchifolia är en araliaväxtart som först beskrevs av Linden, och fick sitt nu gällande namn av Linden och André. Meryta sonchifolia ingår i släktet Meryta och familjen Araliaceae. Inga underarter finns listade.